# Eugenio Vitaller
Eugenio Vitaller Linares (Zaragoza, 26 de diciembre de 1958), más conocido como Viti, fue portero futbolista español de la primera división española en varios equipos. Es considerado como uno de los guardametas más icónicos del Real Zaragoza. En febrero de 1982 el entrenador del Real Zaragoza, Leo Bennhakker, le fichó como portero, debutando en primera división en La Romareda contra las Palmas el 21 del mismo mes. Jugó ocho temporadas (116 partidos ) en el Real Zaragoza ganando con este equipo la Copa del Rey en la temporada 1985/86. En 1990 firmó contrato con el Levante.
Tras su retirada ha sido entrenador de diferentes equipos en diferentes categorías: Amistad, Real Zaragoza durante 15 años, La Muela, Andorra y Teruel. Donde entrenó guardametas de las categorías inferiores hasta llegar de nuevo al primer equipo de la mano de su amigo Marcelino.

## Clubes
| Club     | País   | Año         | División |
| -------- | ------ | ----------- | -------- |
| Huesca   | España | 1979 - 1980 | 2ªB      |
| Andorra  | España | 1981 - 1982 | 2ªB      |
| Zaragoza | España | 1982 - 1989 | 1ª       |
| Levante  | España | 1989 - 1992 | 2ª       |

## Palmarés

### Torneos nacionales
| Título       | Club                         | País   | Año  |
| ------------ | ---------------------------- | ------ | ---- |
| Copa del Rey | Club Deportivo Real Zaragoza | España | 1986 |